# Rafael Antonio Niño
Rafael Antonio Niño Munévar (Cucaita, 11 dicembre 1949) è un ex ciclista su strada e dirigente sportivo colombiano.
Professionista nel 1974, per un solo anno con la Jollj Ceramica, detiene il record di vittorie nelle due principali corse a tappe colombiane, la Vuelta a Colombia (sei affermazioni) e il Clásico RCN (cinque).

## Carriera
Dotato di buone doti da scalatore, Niño ottenne tutti i suoi successi nella natia Colombia. A poco più di vent'anni si aggiudicò la Vuelta a Colombia, distaccando di un minuto Gustavo Rincón e di oltre sedici minuti Miguel Samacá. Seguì, da lì in avanti, una lunga scia di successi in patria che lo portò a fine carriera a un palmarès di sei vittorie nella classifica generale della Vuelta a Colombia, con un terzo posto nel 1971 e tredici successi di tappa, e cinque vittorie nella classifica generale del Clásico RCN, con un terzo posto nel 1972 e sedici affermazioni di tappa.
Nel 1974 andò anche a correre in Europa, ingaggiato dalla Jollj Ceramica, squadra italiana diretta da Marino Fontana. In questo suo unico anno da professionista non ottenne particolari risultati, partecipò al Giro d'Italia come gregario di Giovanni Battaglin, al Tour de Suisse dove chiuse al diciassettesimo posto nella classifica generale e alla Milano-Sanremo. Chiusa quella stagione torno in patria accettando l'offerda di diventare il capitano della Banco Cafetero, continuando così la scia di successi nelle due corse a tappe nazionali.
Dopo il ritiro dalle competizioni, avvenuto nel 1982, iniziò sempre in Colombia la carriera da direttore sportivo. Nella sua città natale, Cucaita, gli è stata dedicata una statua situata nel parco cittadino e un museo.

## Palmarès
- 1970

Classifica generale Vuelta a Colombia
Classifica generale Vuelta de la Juventude - Colombia
- 1971

Classifica generale Clásico RCN
- 1972

? tappa Vuelta a Colombia
- 1973

? tappa Vuelta a Colombia
? tappa Vuelta a Colombia
Classifica generale Vuelta a Colombia
? tappa Clásico RCN
- 1975

? tappa Vuelta a Colombia
? tappa Vuelta a Colombia
? tappa Vuelta a Colombia
Classifica generale Vuelta a Colombia
? tappa Clásico RCN
? tappa Clásico RCN
Classifica generale Clásico RCN
- 1977

? tappa Vuelta a Colombia
? tappa Vuelta a Colombia
? tappa Vuelta a Colombia
Classifica generale Vuelta a Colombia
Classifica generale Clásico RCN
- 1978

? tappa Vuelta a Colombia
Classifica generale Vuelta a Colombia
? tappa Clásico RCN
? tappa Clásico RCN
Classifica generale Clásico RCN
- 1979

? tappa Clásico RCN
Classifica generale Clásico RCN
- 1980

? tappa Vuelta a Colombia
? tappa Vuelta a Colombia
Classifica generale Vuelta a Colombia
- 1981

? tappa Vuelta a Colombia

## Piazzamenti

### Grandi Giri
- Giro d'Italia

1974: 41º

### Classiche monumento
- Milano-Sanremo

1974: 124º

### Competizioni mondiali
- Campionati del mondo

Montréal 1974 - In linea: ritirato